# Iván Bogun
Iván Bogún (en ucraniano, Іва́н Богу́н) nació alrededor de 1618 - Fue coronel del Ejército de Zaporiyia.

## Origen y primeros años
Los historiadores se inclinan a creer que pasó su juventud en los Campos Salvajes. Podría haber sido uno de los que se establecieron en Chujúyiv para escapar de la represión desatada tras el Levantamiento de Ostryanin (abril-agosto de 1638).
Algunos historiadores creen que los coroneles Iván Bogún e Iván Fedorenko son la misma persona. Es decir, Iván el hijo de Fédir Bogún (Iván Fedorenko) e Iván Teodórovich Bogún son la misma persona, que se menciona de manera diferente en diferentes fuentes.
Algunos historiadores escribieron que él participó en el levantamiento cosaco de 1637-1638. Sin embargo, la primera información más confiable sobre la participación de Bogún en operaciones militares está relacionada con su participación en la Defensa de Azov, entre 1641 y 1642, cuando dirigió uno de los destacamentos cosacos, en la época en que los Cosacos de Zaporiyia y del Don defendieron la ciudad de las tropas turcas del Sultán Ibrahim.

## Compañero de Bogdán Jmelnitski
Artículo principal: Rebelión de Jmelnitski
Aún en 1647, participó en las reuniones secretas organizadas por Bogdán Jmelnitski, como uno de sus más estrechos colaboradores, en las que también estaban: Maxim Krivonos, Martyn Pushkar y Matvey Borohovich.
Con el comienzo de la Rebelión de Jmelnitski, Bogún se convirtió en uno de sus líderes. A finales de 1649, fue nombrado coronel del Óblast de Vínnitsa, por lo que durante los años siguientes sus actividades estuvieron estrechamente relacionadas con la defensa de Vínnitsa y de la región de Brátslav de las tropas de la República de las Dos Naciones.
El 28 de febrero de 1651, las tropas polacas dirigidas por M. Kalinovsky y S. Lyantskoronsky se acercaron a Vínnitsa, la sitiaron e intentaron capturarla, En este contexto, Bogún organizó la defensa de la ciudad y derrotó a las tropas polacas, lo que elevó su prestigio como líder militar.

### Batalla de Berestechko
Artículo principal: Batalla de Berestechko
A principios de junio de 1651, las tropas de la República de las Dos Naciones se enfrentaron a las tropas cosacas y sus aliados (tártaros de Crimea) en los alrededores de Berestechko, en las orillas del Río Styr, en la frontera entre Volinia y Galitzia.
En el momento más crítico de la batalla, el Kan Islam Giray de Crimea retiró sus tropas y abandonó el campo de batalla. En este contexto, Bogdán Jmelnitski se dirigió rápidamente con su séquito a la posición donde se encontraba Islam Giray para intentar convencerle de que regresara al campamento de bataha, pero el intento fue inútil e Islam Giray capturó a Bogdán Jmelnitski y a su séquito. Con la detención de Bogdán, los cosacos pasaron a ser dirigidos por Dzhendzheliy, que no pudo evitar la derrota de los cosacos en Berestechko.
El 30 de junio de 1651, Bogún fue elegido Hetman en el campamento cosaco rodeado, que, en condiciones difíciles, organizó la defensa del campamento y estableció un cruce a través del pantano y sacó a la mayor parte del ejército del cerco.

### Campaña en Moldavia
Véase también: Batalla de Zhvanets
En 1653, junto con Timofey Jmelnitski, hijo de Bogdán Jmelnitski, dirigió regimientos cosacos en una campaña en el Principado de Moldavia para volver a poner en el trono del Principado a Vasili Lupu, suegro de Timofey. inicialmente, la campaña fue victoriosa: Jorge Stefan huyó a Valaquia y Vasile Lupu comenzó su segundo reinado. Pero, después de eso, Timofey fue rodeado por las tropas de Jorge Stefan en Suceava, y murió a principios de noviembre de 1653.
Después de la muerte de Timofey, Bogún “se vio obligado a ceder ante los polacos, pero salió con dignidad: con banderas desplegadas, tambores y una guardia honoraria, sacó el cuerpo de Timofey”. A finales de 1653 y durante 1654, Bogún llevó a cabo casi continuamente operaciones militares contra el ejército polaco y los destacamentos tártaros en las regiones de Brátslav y Uman.

## Después de la Rada de Pereyaslav

### Actitud ante la alianza con Rusia, Polonia, Turquía.
Iván Bogún siempre reaccionó bruscamente ante las medidas de los hetmanes que violaban los derechos de la libertad cosaca, prueba de ello es que se opuso resueltamente a la celebración por parte de Bogdán Jmelnitski del Tratado de Bila Tserkva (28 de octubre de 1651), condenando la política de concesiones a Polonia y la reducción del registro cosaco.
No estuvo presente en la Rada de Pereyáslav y no prestó juramento de lealtad al Zar Aleijo I en aquella ocasión. Después de la muerte de Bogdán Jmelnitski, apoyó el rumbo de Iván Vihovski y Yuri Jmelnitski hacia la independencia del Ejército de Zaporiyia en política interior y exterior. Del mismo modo, el popular coronel no aceptó el deseo de estos hetmanes de acercarse a la República de las Dos Naciones o del Imperio Otomano.

### Incursión en Polonia
- Véase también la información sobre el Tratado de Radnot en la subsección dedicada al tema en el artículo sobre el Tratado de Vilna.

En diciembre de 1656, como uno de los líderes del destacamento cosaco bajo el mando de Anton Zhdanovich, emprendió una campaña contra la República de las Dos Naciones para ayudar a las tropas valacas y suecas. Los aliados ocuparon: Cracovia, Brest y Varsovia. Sin embargo, en el verano de 1657 se vieron obligados a retirarse al Hetmanato Cosaco.
La participación de los cosacos en esta campaña se acordó mediante el Tratado de Radnot, firmado el 6 de diciembre de 1656. Por medio de este Tratado, Bogdán Jmelnitski se unió a una alianza antipolaca en Radnot, que también incluía la Suecia, el Principado de Transilvania, el Margraviato de Brandeburgo y Bogusław Radziwiłł (un magnate lituano). Según el acuerdo, la República de las Dos Naciones desaparecería del mapa político de Europa y sus territorios se dividirían entre los aliados. Durante las negociaciones para la firma de este Tratado, Jmelnitskiy buscó incluir todas las tierras étnicas ucranianas en el Hetmanato Cosaco, pero encontró oposición del Principado de Transilvania y Suecia.
En la primera mitad de 1657, Jmelnitskiy envió un destacamento bajo el mando de Anton Zhdanovich para ayudar a los suecos. En junio de 1657, al explicar su decisión al Zar Aleijo I, Jmelnitskiy informó que, en febrero de 1657, un enviado polaco, Stanisław Kazimierz Bieniewski, se le acercó con una propuesta para ponerse del lado del Rey Juan II Casimiro y le dijo que los artículos del Tratado de Vilna, que fue un armisticio, firmado el 3 de noviembre de 1656, entre la República de las Dos Naciones (Polonia-Lituania) y el Zarato ruso, en el contexto de la guerra ruso-polaca de 1654-1667, nunca se llevarían a cabo; y por eso envió parte del Ejército de Zaporiyia para luchar contra los polacos.

### Últimos años
En la primavera de 1662, regresó al Hetmanato Cosaco y participó, del lado de Yuri Jmelnitski, en operaciones militares en la margen izquierda, sin embargo fue derrotado en batallas contra los gobernadores rusos Grigory Ivanovich Kosagov y Grigory Grigoryevich Romodanovsky, en Kremenchuk y en Zhovnino (Raión de Zolotonosha).
Pronto Bogún fue arrestado por los polacos.
En 1663, el Rey Juan II Casimiro liberó a Bogún a cambio de su participación en una nueva campaña en la orilla izquierda. Sin embargo, el 17 de febrero de 1664, fue fusilado por los polacos acusado de haber cooperado con los cosacos de la orilla izquierda durante el Asedio de Hlújiv.